# Charly Grosskost
Pour les articles homonymes, voir Grosskost.
Charles Grosskost dit Charly Grosskost, né le 5 mars 1944 à Eckbolsheim (Bas-Rhin) et mort le 19 juin 2004 à Saverne, est un coureur cycliste sur route et sur piste français.

## Biographie
Encore amateur en 1965, vainqueur, en juin de la Route de France, Charly Grosskost est un des grands favoris du Tour de l'Avenir. À la suite d'une lourde défaillance lors de la 10ème étape de montagne Dax-Bagnères de Bigorre, il avoue s'être dopé. Il sera suspendu pour six mois, après avoir été menacé de suspension à vie.
Professionnel de 1966 à 1975, il remporte 31 victoires. Il participe à cinq Tours de France. Il porte le maillot jaune pendant les deux premiers jours du Tour de France 1968 en remportant le prologue contre-la-montre à Vittel, puis l'étape suivante de Vittel à Esch-sur-Alzette qui se déroule le lendemain. Il avait été, cette même année, classé 2e de Milan-San Remo, devancé par l'Allemand Rudi Altig.
Il a été, sur la piste, neuf fois champion de France et une fois vice-champion du monde en 1971 de poursuite individuelle.
Pendant sa carrière professionnelle, il a été un équipier fidèle des plus grands de l'époque : Jacques Anquetil, Lucien Aimar, Edward Sels, Raymond Poulidor et, surtout, Luis Ocaña.
Après sa carrière, il a tenu un magasin de cycles près de la gare de Strasbourg. 
Il meurt en 2004 à la suite d'un accident de la route à bicyclette dans la région strasbourgeoise.

## Palmarès sur route

### Palmarès amateur
- 1963
  - Champion d'Alsace sur route
  - 2e étape de la Route de France
  - 2e de Nancy-Strasbourg
- 1964
  - Grand Prix d'Eckbolsheim
  - 3e du Tour de l'Yonne
  - 3e du championnat de France militaires sur route
- 1965
  - Champion d'Île-de-France sur route par équipes
  - Champion d'Alsace sur route
  - Paris-Eu
  - Grand Prix de Boulogne
  - Route de France :
    - Classement général
    - 1re, 2e, 4e et 5ea étapes

  - Grand Prix de Nice
  - 3e étape du Tour d'Eure-et-Loir[2]
  - 3e du Tour d'Eure-et-Loir
- 1975
  - Tour d'Alsace :
    - Classement général
    - 2 étapes

  - Nancy-Strasbourg
- 1976
  - Tour d'Alsace
  - Nancy-Strasbourg
  - Grand Prix du Val de Villé

### Palmarès professionnel
- 1967
  - 2e du Grand Prix de Cannes
  - 3e du Grand Prix de Saint-Tropez
- 1968
  - Prologue de Paris-Nice
  - Prologue du Tour d'Italie
  - 1rea (contre-la-montre) et 1reb étapes du Tour de France
  - 2e de Milan-San Remo
  - 3e du Grand Prix du Petit Varois
  - 3e du Grand Prix de Baden-Baden (avec Roger Pingeon)
  - 6e de Paris-Nice
- 1970
  - Grand Prix de Saint-Tropez
  - 2e du Grand Prix de Saint-Raphaël
  - 3e du Grand Prix du Midi libre
- 1971
  - Grand Prix de Saint-Tropez
  - Prologue et 4e étape des Quatre Jours de Dunkerque
  - Prologue du Tour de l'Oise
  - 3e du Grand Prix de Baden-Baden (avec Luis Ocaña)
- 1972
  - Prologue du Tour de l'Oise
  - Prologue et 3eb étape (contre-la-montre) de l'Étoile des Espoirs
- 1973
  - 7e de Paris-Nice

### Résultats sur les grands tours

#### Tour de France
5 participations
- 1968 : 17e, vainqueur des 1rea (contre-la-montre) et 1reb étapes,  maillot jaune pendant 3 jours
- 1969 : hors délais (9e étape)
- 1970 : abandon (13e étape)
- 1971 : 48e
- 1973 : 67e

#### Tour d'Italie
1 participation
- 1968 : 63e, vainqueur du prologue (ne compte pas pour le classement général),  maillot rose pendant 3 jours

#### Tour d'Espagne
1 participation
- 1967 : hors délais (2e étape)

## Palmarès sur piste

### Championnats du monde
- Leicester 1970
  -  Médaillé de bronze de la poursuite
- Varèse 1971
  -  Médaillé d'argent de la poursuite

### Championnats de France
| - 1966 - Champion de France de poursuite - 1967 - Champion de France de poursuite - Champion de France de l'omnium - 1968 - Champion de France de poursuite - Champion de France de l'omnium | - 1969 - Champion de France de poursuite - 1970 - Champion de France de poursuite - 1974 - Champion de France de poursuite |  |